# Alfred Wegener
Alfred Lothar Wegener (1. listopadu 1880 Berlín – 2. nebo 3. listopadu 1930 Grónsko) byl německý vědec, který se zabýval mnoha vědními obory, světového uznání a věhlasu došel v geologii a v meteorologii. Byl průkopníkem balónového pozorování. Předložil tzv. mechanickou teorii vzniku tornád. Na počátku 20. století vypracoval úplnou teorii zrcadlení vzduchu na základě vlastních pozorování na polární stanici v Grónsku, kterou založil.

## Život

### Raná léta
Alfred Lothar Wegener byl nejmladší z pěti dětí v pastorské rodině. Jeho otec byl Richard Wegener (1843–1917), teolog a učitel starých jazyků na Gymnasium zum Grauen Kloster v Berlíně. Wegener byl bratrancem herce Paula Wegenera.
Láska k přírodě se v nich pravděpodobně probudila, když v roce 1886 získali ředitelský dům staré sklárny Zechlinerhütte u Rheinsbergu jako prázdninový dům a později jej využívali jako rodinné sídlo. Tento dům slouží jako obydlí dodnes. Ve staré škole v obci dnes sídlí turistické informační centrum a Muzeum Alfreda Wegenera. Wegener navštěvoval bývalé Köllnisches Gymnasium na Wallstraße, které absolvoval jako nejlepší žák třídy.
Alfred Wegener studoval fyziku, meteorologii a astronomii na univerzitách v Berlíně, Heidelbergu a Innsbrucku.  
V letech 1902–1903 byl Wegener asistentem na hvězdárně Urania v Berlíně, kde prováděl astronomická pozorování pomocí Bamberského refraktoru. Doktorát z astronomie získal na Humboldtově univerzitě v roce 1905, doktorskou práci z astronomie napsal pod vedením Julia Bauschingera. Poté se věnoval spíše meteorologii a fyzice, zabýval se také geofyzikou. Podle jeho názoru už nebylo v astronomii mnoho co zkoumat a vadilo mu, že astronom je silně vázán na místo svého pozorování.
V roce 1905 se Wegener stal asistentem na Aeronautické observatoři v Lindenbergu u Beeskowa. Pracoval zde se svým o dva roky starším bratrem Kurtem, který byl rovněž přírodovědcem a s nímž sdílel zájem o meteorologii a polární výzkum. Během výstupu balonem, který sloužil k meteorologickým pozorováním a testování astronomického určování polohy pomocí libelového kvadrantu, stanovili bratři Wegenerovi nový rekord v délce trvání letu balonem, a to 52,5 hodiny od 5. do 7. dubna 1906.

### První cesta do Grónska
V roce 1906 se Alfred Wegener zúčastnil první z celkem čtyř výprav do Grónska. Wegener sám toto rozhodnutí považoval za jeden z nejvýznamnějších zlomů ve svém životě. Úkolem expedice, kterou vedl Dán Ludvig Mylius-Erichsen, bylo prozkoumat poslední neznámý kus severovýchodního pobřeží Grónska. Wegener vybudoval první meteorologickou stanici v Grónsku poblíž Danmarkshavnu, kde pouštěl draky a upoutané balony pro meteorologická měření v arktickém klimatu. Účastnil se průzkumných výprav se psími spřeženími, které ho zavedly až na 81° severní šířky. Wegener se zde poprvé setkal se smrtí v ledu: Při průzkumné výpravě po severovýchodním pobřeží Grónska se psím spřežením zahynul vedoucí výpravy spolu se dvěma společníky.

### Marburg
Po návratu z Grónska v roce 1908 působil Alfred Wegener až do vypuknutí první světové války jako soukromý lektor meteorologie, praktické astronomie a kosmické fyziky v Marburgu. V roce 1909 se aktivně podílel na založení Kurhessischer Verein für Luftfahrt (Kurhesský spolek pro letectví), kde jako pilot balonu prováděl meteorologická měření, např. zpětného záření.
V letech 1909–10 pracoval na své knize Thermodynamik der Atmosphäre (Termodynamika atmosféry), v níž využil i četné výsledky z grónské expedice. Wegenerovi studenti a spolupracovníci v Marburgu oceňovali zejména jeho talent sdělovat i složité otázky a aktuální výsledky výzkumu srozumitelně a jasně, aniž by se vzdával exaktnosti. Tato léta patří k Wegenerovým nejvýznamnějším tvůrčím obdobím. 
V roce 1911 se zasnoubil s Else Köppen (1892–1992), dcerou slavného klimatologa Wladimira Köppena, a o dva roky později se s ní oženil.
Jeho nejvýznamnějším přínosem byla teorie kontinentálního driftu. Důkazy k teorii kontinentálního driftu shromažďoval od podzimu roku 1911, kdy porovnával fosilie ve sbírkách paleontologického ústavu Univerzity v Marburgu. Dále teorii rozpracoval v nemocnici, kde se roku 1914 zotavoval ze zranění, jež utrpěl jako voják. Tak jako jiní před ním si povšiml tvaru východního pobřeží Jižní Ameriky a západního pobřeží Afriky, ale na základě fosilních nálezů ji vysvětlil zcela originálním způsobem. Teorii publikoval následujícího roku 1915 jako Die Entstehung der Kontinente und Ozeane („Vznik pevnin a oceánů“). Po válce se vrátil na Marburskou univerzitu.
Roku 1924 se stal profesorem meteorologie a klimatologie na univerzitě ve Štýrském Hradci (Grazu) v Rakousku.

### Čtvrtá cesta do Grónska
Roku 1930 odjíždí do Grónska budovat zimní meteorologickou stanici. Při návratu od skupiny svých spolupracovníků, kterým vezl zásoby na budovanou stanici, umírá. Zemřel 2. nebo 3. listopadu 1930 ve věku 50 let. Jeho tělo bylo nalezeno až následujícího polárního léta.
Svou stěžejní práci Die Entstehung der Kontinente und Ozeane publikoval celkem čtyřikrát v letech 1915, 1920, 1922 a 1929.

## Dílo
- Thermodynamik der Atmosphäre, 1911 und 1924
- Die Entstehung der Kontinente und Ozeane, 1. vyd. 1915, v dalších rozšířených vydáních až do 4. vyd. 1929.
- Wind- und Wasserhosen in Europa, 1917. (digitalizováno https://web.archive.org/web/20140704065919/http://www.tordach.org/education.htm)
- Das detonierende Meteor vom 3. April 1916, 3 1/2 Uhr nachmittags in Kurhessen, 1917 und 1918
- Der Farbenwechsel grosser Meteore, 1918
- Durch die weiße Wüste, 1919
- Theorie der Haupthalos, 1926
- Versuche zur Aufsturztheorie der Mondkrater, 1920
- Die Entstehung der Mondkrater, 1921
- Pilotballonaufstiege auf einer Fahrt nach Mexiko März bis Juni 1922
- Vertraulicher Bericht über die Grönland-Expedition 1929
- Vorlesungen über Physik der Atmosphäre, 1935
- Mit Motorboot und Schlitten in Grönland, 1935

## Ocenění
Jméno Alfreda Wegenera nese „Alfred-Wegener-Institut für Polar- und Meeresforschung“ (Institut polárního a mořského výzkumu) v Bremerhavenu v Německu, založený roku 1980. Na jeho počest nesou jeho jméno krátery na Marsu a Měsíci, stejně jako asteroid 29227 Wegener. Jsou po něm pojmenovány Wegenerovy oblouky.